# Leioproctus ornatissimus
Leioproctus ornatissimus är en biart som först beskrevs av Cockerell 1916.  Leioproctus ornatissimus ingår i släktet Leioproctus och familjen korttungebin. Inga underarter finns listade i Catalogue of Life.